# Per Emil Carlbom
Per Emil Carlbom, född 10 mars 1877 i Munktorp Västmanland, död 17 augusti 1924 i Stockholm, var en svensk fackföreningsman och bedragare. 

## Facklig karriär
Carlbom var son till torparen Per Carlbom, född 1832 i Kungs-Barkarö och Josefina Carolina Lindberg, född 1839 i Munktorp. Han inledde sitt yrkesverksamma liv med en anställning som bleckslagare vid Statens Järnvägar under 1890-talet. Redan vid 18 års ålder blev Carlbom medlem i Järnvägsmannaförbundet vid dess bildande 1899. Han valdes till förbundets kassaförvaltare 1905, vilket var en förtroendepost han innehade till sin död vid 47 års ålder. Hans förvaltning för förbundets kapital ansågs allmänt som ett föredöme och fick vara vägledande för övriga fackförbunds hantering av inbetalningarna från medlemmarna till förbundets kombinerade sjuk-, begravnings- och strejkkassa.
Carlbom fick vid några tillfällen informell kritik för att han ägnade sig åt "privatkapitalistiska affärer". Han ansågs dock ha en stabil privat ekonomi med nära nog 80 000 kronor i kapital, bland annat i en villa i Roslags-Näsby med ett vackert bibliotek. Han syntes inte leva över sina tillgångar som fast anställd kassör i förbundet, framstod som sparsam på gränsen till snål. Kritiken formaliserades inte förrän år 1912 då styrelsen fått kännedom om att han i staden startat en cigarraffär. Dock skötte han sina åligganden i förbundet så väl att det dröjde till 1922 innan opponenterna mot honom krävde nyval då han framstod som en "privatkapitalist". Carlbom krävde då att "chargeutskottet" skulle ta ställning till detta misstroende emot honom, eftersom kassörsuppdraget var ett av de fasta och avlönade uppdragen i förbundet och han inte hade misskött det. Utskottet nöjde sig med ett principuttalande mot hans höga frånvaro från förbundsexpeditionen och han omvaldes trots vidlyftiga affärer med både konsumtionsvaror och fastigheter.
Samma år, 1922, drev Carlbom frågan om extra uttaxering till följd av den stora strejken som involverat 5000 medlemmar under 80 dagar. Ett par år tidigare, 1920, hade han avvärjt ett betydligt mer omfattande strejkhot och övertalade järnvägsmännen att kompromissa med arbetsgivarna. Utanför arbetstid umgicks han inte med förbundskamraterna och i tjänsten var han, när han var närvarande, känd som en pedant som kunde bli rasande om en 5-öring saknades i den strejkkassa som omslöt över 2 miljoner kronor.

## Avslöjandet 1924
Under våren 1924 höll förbundet  jubileumskongress. Carlbom omvaldes åter som förbundets anställde kassör. Under de 10 följande dagarna var han åter frånvarande, men det kom till styrelsens kännedom att han firade ute på ett hotell i Saltsjöbaden. Förbundsstyrelsen beviljade honom omedelbart en förlängning av frånvaron, kallad 'semester' och beslutade att hålla ett extra styrelsemöte i juli månad 1924.  Styrelsen beslutade att tillmötesgå hans begäran om sjukledighet, då han skulle genomgå behandling för några sjukdomar han överlämnade läkarintyg för. Den 11 augusti skulle han överlämna alla handlingar och information till den nya tillförordnade kassören. Den 17 augusti kom dock beskedet om hans död på Mörby sjukhus. Förbundet fick därför byta fokus till att hjälpa till att ordna med begravningen för denne trogne förkämpe för järnvägsmännen i Sverige.

## Förskingringen
Begravningen genomfördes, under stor uppslutning, med pompa på Norra begravningsplatsen i Solna den 24 augusti 1924. Tre dygn senare så förstod man att cirka 400 000 kronor saknades i strejkkassan. Två veckor senare visade det sig att det saknades 1 277 114:11 kronor plus räntor på 241 000 kronor. En oberoende granskningskommission kunde visa att förskingringen börjat 1917. Under det sista halvåret, från november 1923 till sin "semester" i juni–juli hade han förskingrat 332 000 kronor.

## Efterdyningarna
Då ingen kunde lagföras för dessa förbundets stora förluster inkallades en extra kongress till december 1924. Denna pågick nästa två hela dygn. Medlemmarna enades om att inte lägga ned förbundet utan rätta de rutinfel i förvaltningen, som gett  Carlbom möjlighet att grundlura så många på så mycket. Några medel av det försnillade återfanns aldrig. Samtliga fackförbund fick nya redovisningsrutiner och en effektivare kontroll för framtiden. Minnet av Per Emil Carlboms förskingring bleknade och både detta fackförbund och andra hade inom några år åter etablerat sitt förtroende.
Per Emil Carlbom är gravsatt på Solna kyrkogård.